# Harry H. Corbett
Harry H. Corbett OBE, född 28 februari 1925 i Rangoon, Brittiska Burma, död 21 mars 1982 i Hastings, East Sussex, var en brittisk skådespelare.
Corbett är mest känd för sin roll som sonen Harold Steptoe i Galton och Simpsons TV-serie Steptoe and Son.

## Utmärkelser
Corbett vann British Academy Television Award for Best Actor 1962.

## Rollista i urval
- 1962–1974 – Steptoe and Son (TV-serie)
- 1963 – På äventyr i Afrika
- 1963 – Städligan
- 1966 – Carry on Screaming
- 1972 – Steptoe and Son
- 1973 – The Goodies (TV-serie)
- 1977 – Stackars Dennis
- 1979 – Plankan
- 1980 – Drömbågen
- 1982 – Tales of the Unexpected (TV-serie)